# 哈里頓峰

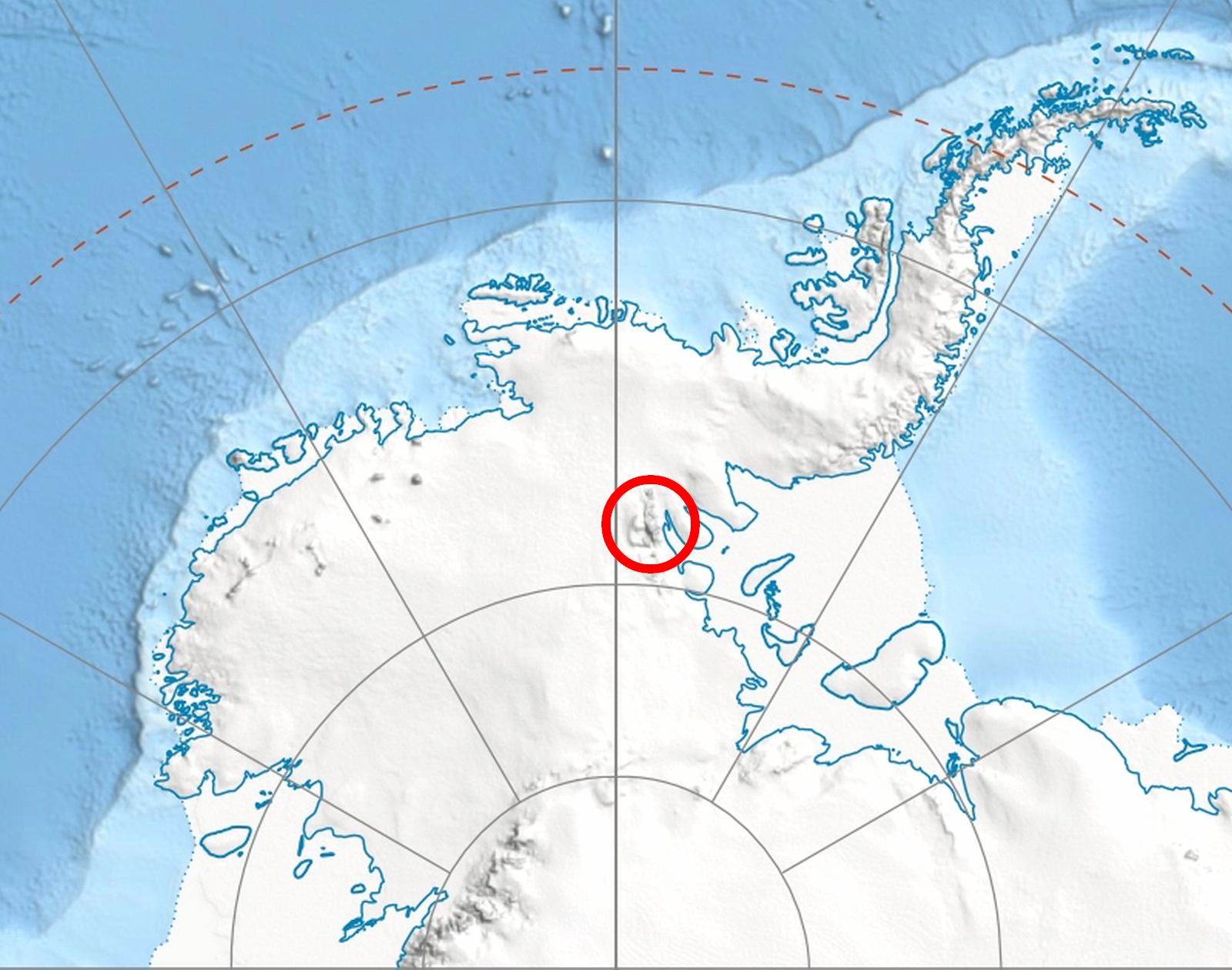
哈里顿峰在南极的位置

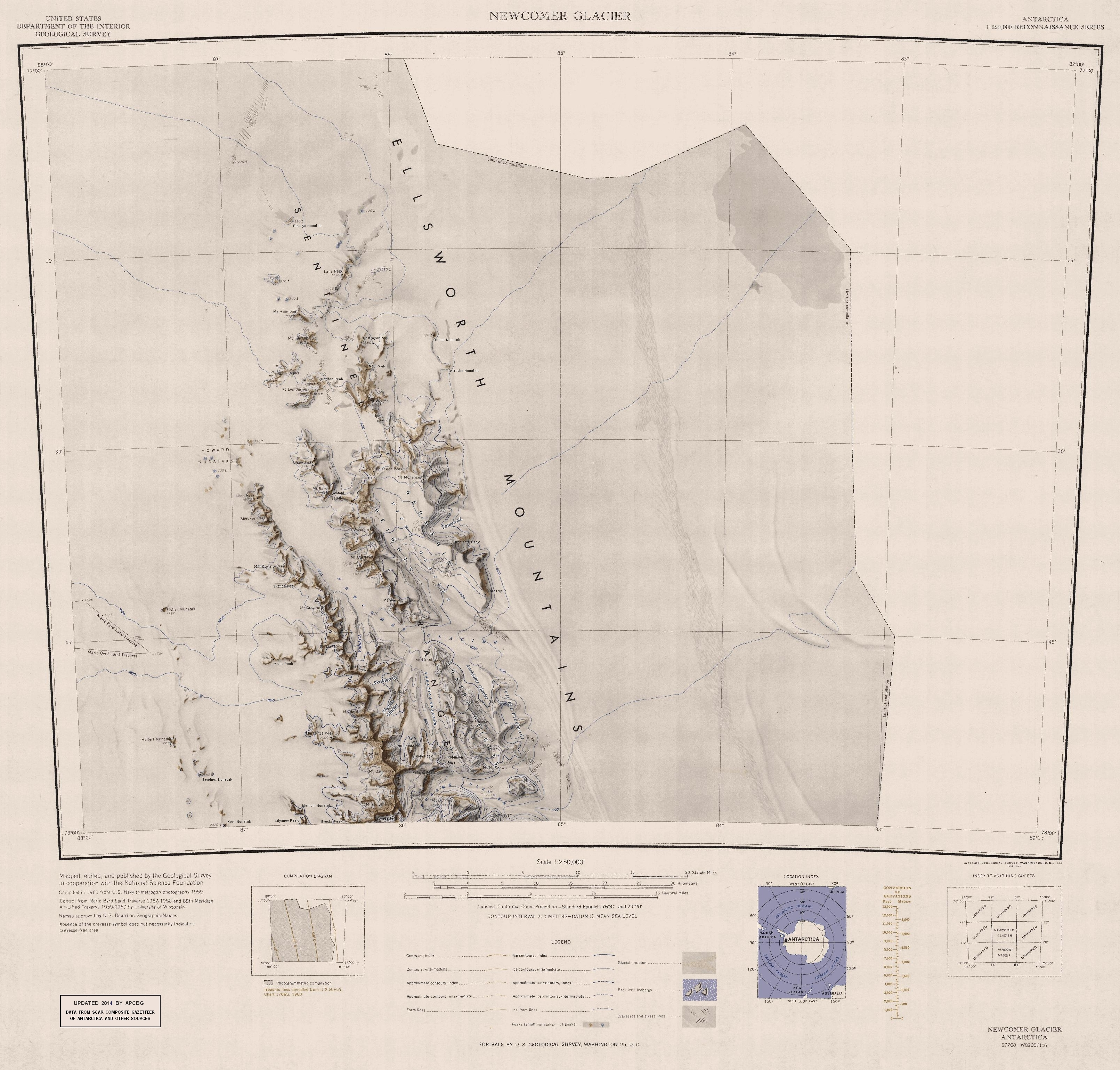

哈里頓峰（英語：Hariton Peak），是南極洲的山峰，位於埃爾斯沃思地，處於林本納山東北面1.68公里、利亞沃格山以東6.6公里和威姆斯山西北面8.25公里，屬於埃爾斯沃思山脈中森蒂納爾嶺的一部分，海拔高度1,880米，現時由南極條約體系管理。